# فيم (فيرجينيا الغربية)
فيم (بالإنجليزية: Fame, West Virginia)‏ هي منطقة سكنية تقع في الولايات المتحدة في Pendleton County.